# Unsere Welt neu denken
Unsere Welt neu denken. Eine Einladung ist ein 2020 erschienenes Sachbuch von Maja Göpel. Darin legt sie Leserinnen und Lesern nahe, unter dem Eindruck der durch die Menschheit „an den Rand des Kollapses“ gebrachten Erde von überlieferten Denkgewohnheiten Abstand zu nehmen. Es gelte, in der heutigen Welt Möglichkeiten aufzuspüren, wie den veränderten Bedingungen im Zuge der sich vollziehenden großen Transformationen in Umwelt, Wirtschaft und Gesellschaft mit angepassten Formen der Lebensgestaltung entsprochen werden kann. Dabei setzt sie auf die Erfahrung von Selbstwirksamkeit als bestes Mittel, um von „reaktivem Abwehren auf aktive Lösungsgestaltung zu schalten.“

## Gliederung und inhaltliche Akzente
Im Anschluss an die das Anliegen der Publikation erläuternde Einleitung tritt Göpel in insgesamt zehn Kapiteln dafür ein, sich einer neuen Realität zu stellen, Dinge anders als bisher zu sehen und Erkenntnisse verschiedener Wissenschaftszweige transdisziplinär zu nutzen. Dabei greift sie als Gesellschaftswissenschaftlerin unter Hinweis auf ihr Schwerpunktinteresse, das der politischen Ökonomie gilt (S. 16), auf zahlreiche Studien und Konzepte aus diversen Forschungsbereichen zurück. Gelegentlich sind eigene Erlebnisse und Anschauungen in ihren Argumentationsgang eingebunden. Das Ende der einzelnen Kapitel bildet jeweils ein kursiv gesetztes Fazit.

### Eine Einladung
Im Auftaktkapitel „Eine Einladung“ verweist Göpel auf neuerdings nahezu gleichzeitig unter Druck geratene Systeme der Energie-, Nahrungs- und Medikamentenversorgung, die scheinbar jahrzehntelang verlässlich funktioniert hätten. Die Gegenwart wirke zerbrechlich angesichts von Klimawandel, Plastikmüll in den Weltmeeren, brennenden Regenwäldern und anderem mehr, während die Zukunft auf Szenarien aus Weltuntergangsfilmen zuzulaufen scheine. (S. 12 f.) Um diese Krisen meistern zu können, „müssen wir uns die Regeln bewusst machen, nach denen wir unser Wirtschaftssystem aufgebaut haben.“ Man müsse sie erkennen, um die Freiheit zu gewinnen, sie zu ändern. (S. 22)

### Eine neue Realität
Eine grundsätzliche Verschiebung der Koordinaten, in denen sich menschliches Zusammenleben und erfolgreiches Wirtschaften vollziehen, gehört für Göpel zu den Zeichen der Zeit. „Expansion und Extraktion finden ein natürliches Ende, wenn der Natur mit ihren Ökosystemen die Fähigkeit genommen wird, sich verlässlich zu regenerieren.“ Man rede zwar von planetaren Grenzen, die meisten Lösungsvorschläge würden dem aber nicht gerecht: Irgendwo liefen sie zumeist ohne entsprechende Kostenrechnung auf noch mehr Wachstum und Wohlstand hinaus. (S. 30 f.) Die Geschwindigkeit, mit der sich eine neue Realität einstellt, zeigt sich für Göpel nicht zuletzt darin, dass die Hälfte der von Menschen verursachten weltweiten CO2-Emissionen in den vergangenen 30 Jahren angefallen sind. Man habe sich geweigert, die neue Realität in der nötigen Weise anzusehen. „Wir haben uns bald fünfzig Jahre in einer Scheinrealität eingerichtet, in der wir statt physikalischen und biologischen Indikatoren lieber den monetären gefolgt sind.“ (S. 35 f.)

### Natur und Leben
Naturbedingte Systeme unterscheiden sich von den menschengemachten des Industriezeitalters dadurch, dass erstere eine hohe Diversität aufweisen und in einem Kreislauf funktionieren. Systeme von Menschenhand setzen dagegen an die Stelle des Kreislaufs eine Art Förderband, bei dem vorn abgebaut und dann verbraucht wird, während hinten Müll anfällt, der verbrannt oder deponiert werden muss oder in Fluss- und Meerwasser landet. (S. 43) Das durch Mittel und Methoden der modernen Landwirtschaft bedingte Bienensterben löst bereits Bestrebungen aus, mittels spezialisierter Drohnen die rückläufige natürliche Pflanzenbestäubung künftig mechanisch zu kompensieren. Für Göpel zeigt sich, dass menschliche Systeme nicht nachhaltig sind und umgebaut werden müssen, wenn sie nicht zusammenbrechen sollen. (S. 51–54)

### Mensch und Verhalten
Das Menschenbild des durchweg kühl auf den eigenen materiellen Vorteil zielenden Homo oeconomicus erweist sich als fragwürdig angesichts von Erhebungen in diversen Ländern und Weltregionen, die ergeben haben, dass die durchschnittliche Lebenszufriedenheit von Menschen oberhalb einer bestimmten Einkommenshöhe nicht mehr ansteigt. (S. 56–62) Egoismus, Rücksichtslosigkeit und Kaltherzigkeit können aber laut Göpel durch bestimmte überkommene Leitvorstellungen und Erziehungsmuster begünstigt werden, die entgegengesetzte altruistische Eigenschaften und Gefühlslagen unterdrücken. „Wir brauchen eine Neubetrachtung der Werte, die Menschen in ihrer kooperativen Lebendigkeit stützen.“ (S. 67 und 73)

### Wachstum und Entwicklung
Ob jemals ein Genug erreicht ist, wird in einem auf fortwährendes Wachstum angelegten Wirtschaftssystem gar nicht gestellt. In weiten Bereichen geht es nicht mehr um das Ziel einer besseren Versorgung von Menschen mit tatsächlich benötigten Gütern und Dienstleistungen; Mittel und Zweck sind verdreht. (S. 81) Das zeigt sich für Göpel unter anderem bei der Armutsbekämpfung. Während das weltweite Bruttoinlandsprodukt seit Beginn der 1980er Jahre von 28,4 auf 82,6 Billionen Dollar angewachsen sei, blieben von jedem hinzugekommenen Dollar nur fünf Prozent für die unteren 60 Prozent der Weltbevölkerung übrig. Die Steuersätze für Reiche und Konzerne lägen auf dem niedrigsten Stand seit Jahrzehnten. (S. 86 f.) „Es fehlt der ökonomische und politische Wille, die Vermehrung von Geld wieder expliziter mit der Schöpfung von Wert zu verbinden und die Abschöpfung von unverdientem Einkommen zu reduzieren.“ (S. 90)

### Technologischer Fortschritt
Der heutzutage gängige Fortschrittsbegriff bezieht sich in erster Linie auf technischen Fortschritt, der im Zuge der Menschheitsgeschichte „vom Faustkeil schnurgerade zum Smartphone führt.“ (S. 100) Auch beim Klimaschutz werden bevorzugt technische Lösungen gesucht, etwa durch Effizienzgewinne bei Energieverbräuchen oder durch Geoengineering. Trotz beträchtlicher Effizienzfortschritte beispielsweise der deutschen Wirtschaft in den vergangenen drei Jahrzehnten bei Energie- und Materialverbräuchen für die Erzeugung einer Bruttoinlandsprodukteinheit wird aber der Erdüberlastungstag, teils bedingt durch Rebound-Effekte), immer früher im Jahr erreicht. Dagegen hilft laut Göpel auch die Wende hin zur Elektromobilität nicht von vornherein: „Allein bei der Herstellung der 100-kWh-Akkus für große Elektroautos fallen sechs bis zehn Tonnen CO2 an. Um diese Menge auszustoßen, muss ein sparsamer Benziner oder Diesel mit einer durchschnittlichen Fahrleistung immerhin vier Jahre unterwegs sein.“ (S. 106) Methoden des Geoengineerings wiederum seien zwar in fast allen Klimamodellen bereits berücksichtigt, aber derzeit teils weit von einer wirksamen Umsetzung entfernt. (S. 109 f.)

### Konsum
Schäden an Natur und Umwelt, die bei Herstellung und Verbrauch von Wirtschaftsprodukten anfallen, tauchen in herkömmlichen Bilanzen nicht auf; sie werden  externalisiert: Man verlagert die so entstehenden Lasten auf andere (z. B. Schadensopfer des Klimawandels und künftige Generationen), „die sich nicht wehren können, weil sie entweder keine Stimme haben oder keine Macht.“ Göpel verweist in diesem Zusammenhang auf Stephan Lessenichs Publikation Neben uns die Sintflut, in der der westliche Wohlstand als das Erzeugnis einer Externalisierungsgesellschaft ausgewiesen wird. (S. 121 f.) „Wir lagern aus, was für uns unangenehm ist, und ein, was wir brauchen.“ Europa sei der am stärksten von der Landnutzung außerhalb seiner selbst abhängige Kontinent. Es gehe für die Erhaltung der Lebensgrundlagen künftig in reichen Ländern auch ums Verzichten. (S. 126 f.) Rolle und Art des Konsums zu ändern, sei ein wichtiger Schlüssel zur Nachhaltigkeit. „Sobald die sozialen und ökologischen Werte höher im Kurs stehen, sinkt die Wichtigkeit der materiellen Werte.“ (S. 134 f.)

### Markt, Staat und Gemeingut
Mit Blick auf die Untersuchungen von Mariana Mazzucato, aus denen die maßgebliche Rolle des Staates bei großen technologischen Innovationen hervorgeht (z. B. bei Eisenbahn, Raumfahrt, Atomkraftnutzung, Computer, Internet, Nanotechnologie oder Pharmaforschung), die sich Unternehmen bei ihrer Geschäftsentwicklung zunutze machen, hält Göpel die Steuervermeidungspraxis bei den sechs Großunternehmen des Silicon Valley (Apple, Amazon, Facebook, Google, Microsoft, Netflix), die zwischen 2010 und 2019 etwa 100 Milliarden Dollar Steuern durch geschicktes Taktieren umgangen haben, für nicht hinnehmbar. (S. 142 f.) Sie kritisiert unter anderem auch Verbraucherpraktiken im Versandhandel, die dazu geführt haben, dass in Deutschland im Jahr 280 Millionen Internetbestellungen als Pakete kostenfrei zurückgeschickt wurden. Nach Schätzungen ließe sich mit einer Gebühr von weniger als drei Euro die Anzahl der Rücksendungen auf 80 Millionen Pakete vermindern. Allein der für Transporte dann nicht nötige Treibstoff würde dem Klima rund 40.000 Tonnen Kohlendioxid ersparen – entsprechend etwa den CO2-Jahresgesamtemissionen von 4000 Deutschen. Auch dabei sei die Regelungsfunktion des Staates gefordert. (S. 146–149) Göpel fordert zudem eine Reform der Landwirtschaftssubventionen mit dem Ziel, die Preisdifferenz zwischen industriellen und nachhaltig produzierten Nahrungsmitteln zu verringern; sie beklagt steigende Wohnkosten, die nur die reichsten 20 Prozent der Bevölkerung nicht beträfen, und vermisst eine gemeinwohlorientierte Finanzpolitik. (S. 150 f.)

### Gerechtigkeit
Lösungen für die weitreichenden ökologischen Herausforderungen sind für Göpel ohne Berücksichtigung sozialer Problemlagen und von Fragen der Verteilungsgerechtigkeit schwerlich zu erreichen. Angesichts des im Zuge der Globalisierung ausgebliebenen Trickle-Down-Effekts sollte die Abschaffung der Armut gezielt angegangen und mit unmittelbar darauf gerichteten Maßnahmen gefördert werden. Sie schlägt vor, einmalig zehn Prozent des weltweiten Bruttoinlandprodukts für den Aufbau von Gesundheitssystemen, Bildungseinrichtungen, resilienter Landwirtschaft und erneuerbarer Energieversorgung „für Menschen ohne viel Kaufkraft“ einzusetzen: 8,2 Billionen Dollar, entsprechend der von Gabriel Zucman geschätzten Geldsumme, die von den vermögenden Menschen der Welt aktuell in Steueroasen versteckt werde. (S. 163 und 167 f.) Wichtige Instrumente einer gerechteren Verteilung seien eine ausreichend hohe progressive Besteuerung und ein vernünftiges Kartellrecht. Zudem befürwortet Göpel Elinor Ostroms Konzept eines Earth Atmospheric Trust: Menschen mit starkem ökologischen Fußabdruck zahlen in diesen Trust ein, dessen Mittel teils der sozialen Verteilung zugeführt, teils für Investitionen in den Umbau der Energiesysteme oder anderweitige Klimaschutzprojekte verwendet würden. (S. 177 f.)

### Denken und Handeln
Im Schlusskapitel ruft die Verfasserin zur individuellen Verantwortungsübernahme für die anstehenden Wandlungsprozesse auf. „Unser Wirtschaftssystem steht nicht still, bis wir uns weitere dreißig Jahre darum gestritten und schließlich geeinigt haben, welche minimalen Veränderungen wir uns leisten wollen – sofern sie unser blindes Wirtschaftswachstum nicht stören.“ Bürgerinnen und Bürger sollten eine zukunftsorientierte Verantwortungsübernahme sowohl politisch einfordern als auch selbst anbieten. „Es geht nur mit vielen, die ernsthaft wollen, und das bedeutet, dass es auf jeden ankommt.“ Auch wenn „das Förderband der endlosen Extraktion“ nicht Hals über Kopf gestoppt werden könne, so könne man doch die Klarheit, den Mut und das Vertrauen entwickeln, um daraus „einen regenerativen Zyklus“ zu machen. (S. 184–186) Es werde dazu immer mehrere Wege geben und diverse Möglichkeiten. Man werde, wenn man sich anderen eröffne, mehr Gleichgesinnte finden als gedacht. Gegen erwartbare Widerstände helfe andererseits die Erkenntnis aus Psychologie und Glücksforschung, dass der eigene innere Antrieb für eine Sache ein zuverlässigerer Motor ist als die Bestätigung und der Zuspruch von außen. (S. 189 f.)

## Rezeption
Thorsten Giersch hält es in seiner Rezension für das Handelsblatt für bemerkenswert, dass ein Sachbuch mit überwiegend komplexen Wirtschaftsthemen zum Bestseller hat werden können. Das liegt aus seiner Sicht daran, dass Göpel die vielschichtigen Sachverhalte verständlich kondensiere und einen Weg zwischen Wertung und wissenschaftlicher Analyse finde. Ein Problem sieht Giersch darin, dass die Leserschaft die Welt neu denken soll, die Anleitung dazu aber nicht besonders üppig ausfalle. „Auf knapp 200 Seiten kann der Leser nur an der Oberfläche kratzen, und er wird zu manchen Verallgemeinerungen gezwungen.“
Jessica von Blazekovic stellt in der FAZ fest, Göpel habe ihr Buch eigentlich als Plädoyer für eine Generalüberholung des bestehenden Wirtschaftssystems geschrieben. Es enthalte keine bahnbrechenden Neuigkeiten, sondern sei vielmehr „der gelungene Versuch, Menschheitsgeschichte von der Evolution des Homo sapiens bis zu Greta Thunberg, ökonomische Theorie von Adam Smith bis Thomas Piketty, Umweltforschung und Systemkritik auf knappem Raum in eine kurzweilige Lektüre zu verpacken“, was ihr gut gelinge. Vorsicht sei gleichwohl angebracht. Manches sei viel komplizierter, als sich in wenigen Zeilen erklären oder mit einer Anekdote beleuchten lasse.
Für „unbedingt lesenswert“ hält Manfred Ronzheimer in seiner Rezension für Die Tageszeitung vom 27. Juni 2020 Göpels Publikation. Ihr „erzählendes Sachbuch“ passe trefflich zu einer neuen Nachdenklichkeit. „Wenn die Autorin fragt, wie der Kollaps der Erde durch fortschreitende Ausbeutung der Ressourcen und die soziale Ungleichheit gestoppt werden können, bekommt der Rezensent nicht nur das herrschende ökonomische Wachstumsmodell analysiert, sondern auch vorgerechnet, wie sich Verteilungsgerechtigkeit bewerkstelligen ließe.“
Als einen Aufruf zum Umdenken liest Robert Probst Maja Göpels Buch in seiner Besprechung für die Süddeutsche Zeitung vom 23. März 2020. „Weniger dick, weniger wissenschaftlich und weniger konkret“ als bei Thomas Piketty könne er hier nachlesen, warum Neoliberalismus, ständiges Wachstums und ökologischer Raubbau an ihre Grenzen stießen. Sehr positiv vermerkt der Kritiker, dass Göpel auf eine größere Zahlenflut verzichte; die Leseransprache erscheint ihm allerdings manchmal etwas arg pädagogisch.
Im September 2021 feierte im Theater Bonn eine Theaterfassung des Buches ihre Uraufführung.

## Autorschaft
Im August 2022, kurz vor Erscheinen von Göpels zweitem Sachbuchbestseller Wir können auch anders, kritisierte Stefan Willeke in der Zeit, Göpel habe das Ghostwriting des Journalisten Marcus Jauer verschwiegen. Göpel, Jauer und der Verlag widersprachen dem Vorwurf. Nach Göpels Darstellung wurde vor der Veröffentlichung mehrfach über die Zusammenarbeit berichtet. Jauer bestätigte die Darstellung der Zeit, dass die Nennung der Co-Autorenschaft auf seinen Wunsch unterblieben sei und Göpel mehrfach versucht habe, ihn umzustimmen. Wolf Lotter nannte die Kritik von Willeke in der taz einen „Versuch, eine öffentliche Intellektuelle zu diskreditieren.“ Der Kulturjournalist Paul Jandl kritisierte in der NZZ Willekes Vorwurf in der Zeit: Es gebe viel Geraune „und ein paar Fakten, die ihn fast schon wieder ad absurdum führen“.

## Ausgaben
- Maja Göpel: Unsere Welt neu denken: Eine Einladung. Ullstein, Berlin 2020, ISBN 978-3-550-20079-3.